# Giacomo Maria Manzoni
Giacomo Maria Manzoni (Barzio, 11 gennaio 1576 – Lecco, 10 marzo 1642) fu antenato del più famoso Alessandro.

## Biografia
Figlio di Pasino Manzoni e Margherita Arrigoni, fu mercante fortunato e spregiudicato: divenne il principale imprenditore siderurgico del Ducato di Milano nei primi decenni del XVII secolo. Fu il primo della famiglia a stabilirsi definitivamente al Caleotto di Lecco, dove i suoi eredi vissero stabilmente finché la villa fu venduta nel 1818 dallo scrittore. Signorotto potente e prepotente si circondava di Bravi e l'Archivio di Stato di Milano conserva gli atti dei numerosi processi che subì come mandante di numerosi omicidi.
Nel 1630 durante la Grande Peste fu accusato di aver indotto due monatti ad ungere le porte dei suoi concorrenti per propagare la peste. I due monatti furono messi a morte, mentre un'inchiesta del Senato di Milano lo scagionò dalle accuse. Morì nel 1642, durante le more di un ulteriore processo come mandante di un nuovo omicidio. È probabile che la prima ispirazione dei Promessi Sposi, il romanzo del lontano nipote, derivi proprio dalle sue vicende.